# Jewgeni Alexandrowitsch Morgunow

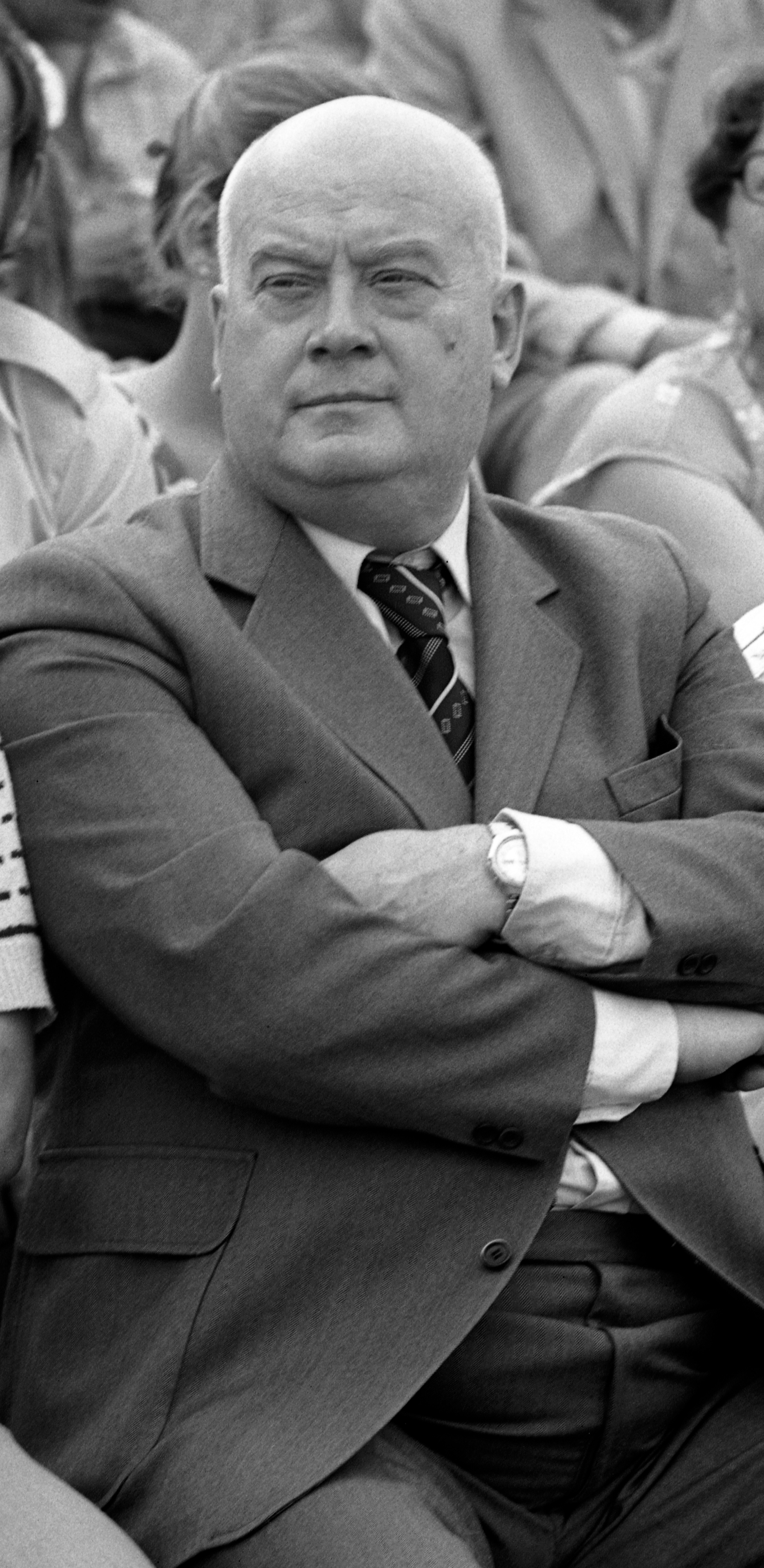
1990s

Jewgeni Alexandrowitsch Morgunow (russisch Евгений Александрович Моргунов; * 27. April 1927 in Moskau; † 25. Juni 1999 ebenda) war ein sowjetischer bzw. russischer Schauspieler.

## Leben und Karriere
Im Jahr 1948 machte Morgunow seinen Abschluss am Gerassimow-Institut für Kinematographie in Moskau. Zur gleichen Zeit spielte er im Theater.
Morgunow spielte in mehr als 100 Filmrollen mit. In den 1960er Jahren erlangte er Bekanntheit durch Mitwirkung in den Komödien Leonid Gaidais wie Pjos Barbos i neobytschny kross (Пёс Барбос и необычный кросс, 1961), Operation „Y“ und andere Abenteuer Schuriks (Операция „Ы“ и другие приключения Шурика, 1965) und Entführung im Kaukasus (Кавказская пленница, или Новые приключения Шурика, 1969).
Mit Erfolg spielte er in Filmen Jechali w tramwaje Ilf i Petrow (Ехали в трамвае Ильф и Петров, 1972) und Pokrowskije worota (Покровские ворота, 1982).
Den größten Erfolg beim Publikum brachte die Rolle des "Erfahrenen" in den Filmen Gaidais, in denen er zusammen mit Georgi Wizin und Juri Nikulin spielte.

## Filmografie (Auswahl)
- 1945: Um 6 Uhr abends nach Kriegsende
- 1955: Im fernen Hafen
- 1959: Annuschka
- 1961: Das purpurrote Segel (Alyje parussa)
- 1965: Bitte, das Beschwerdebuch
- 1965: Operation „Y“ und andere Abenteuer Schuriks (Operazija „Y“ i drugije prikljutschenija Schurika)
- 1966: Auf Wiedersehen, Jungs (Do swidanija, maltschiki)
- 1967: Entführung im Kaukasus
- 1967: Das Märchen von der verlorenen Zeit
- 1976: Zirkus im Zirkus
- 1983: Aus ist’s mit der Ruhe
- 1993: Das Erbe der Zarentochter